# 요엘 바스만
요엘 바스만(독일어: Joel Basman, 1990년 1월 23일 ~ )은 스위스의 배우이다.

## 출연작 목록
- 랜드 오브 마인(2015)
- 빠삐용(2017)
- 쿠르스크(2018)
- 어 히든 라이프(2019)
- 더 킹스 맨(2020)